# Wonder Lake (Illinois)
Wonder Lake est un village du comté de McHenry dans l'Illinois, aux États-Unis,. Situé au centre du comté, il est incorporé le 23 juin 1975.

## Démographie
Lors du recensement de 2010, le village comptait une population de 4 026 habitants. Elle est estimée, en 2016, à 3 899 habitants.

### Source de la traduction
- (en) Cet article est partiellement ou en totalité issu de l’article de Wikipédia en anglais intitulé « Wonder Lake, Illinois » (voir la liste des auteurs).